# بیاوه ووگ (استان اشوی‌داشکسیه)
بیاوه ووگ (به لهستانی: Biały Ług) یک منطقهٔ مسکونی در لهستان است که در گمینا سووپیا (شهرستان کونگسکیه) واقع شده‌است.